# Liste der Naturdenkmale in Seligenstadt
Die Liste der Naturdenkmale in Seligenstadt nennt die in der Stadt Seligenstadt im Landkreis Offenbach in Hessen gelegenen Naturdenkmale.
| Bild                          | Bezeichnung                        | Ortsteil, Lage                              | Beschreibung | Art         | Nr.     |
| ----------------------------- | ---------------------------------- | ------------------------------------------- | --- | ----------- | ------- |
| BW                            | Eiche                              | Seligenstadt 50° 0′ 57,5″ N, 8° 57′ 51,6″ O | Etwa 28 m hohe Eiche mit starkem und außergewöhnlich geradem Schaft und schirmartiger Krone.                                                                                         | Eiche       | 438 066 |
| Fotos hochladen               | Speierling                         | Seligenstadt 50° 2′ 26,5″ N, 8° 57′ 46,8″ O | Etwa 15,5 m hoher Speierling mit weit ausladender, dichter Krone. | Speierling  | 438 067 |
| mehr Fotos \| Fotos hochladen | Säulen-Eiche                       | Seligenstadt 50° 2′ 33,6″ N, 8° 58′ 38,6″ O | Solitäre, etwa 24,6 m hohe Säulen-Eiche (Quercus robur „Fastigiata“) im Klostergarten. Äste und Zweige mit dem der Art entsprechendem Drehwuchs.                                     | Säuleneiche | 438 068 |
| BW                            | Stieleiche an der Gemarkungsgrenze | Seligenstadt 50° 1′ 44,7″ N, 8° 54′ 53,4″ O | Etwa 21,5 m hohe, das Bild bestimmende Stieleiche (Quercus robur) mit aufrechtem, knochigem Stamm am Waldrand an der Gemarkungsgrenze.                                               | Stiel-Eiche | 438 069 |
| BW                            | Eiche mit Seggenried               | Froschhausen 50° 2′ 48,3″ N, 8° 55′ 22,8″ O | Imposante, etwa 35 m hohe Eiche (Quercus robur) mit in vier Schäfte geteiltem Stamm und unsymmetrischer Krone. Sowie eine Feuchtmulde mit ausgedehntem Seggenried am Fuß des Baumes. | Eiche       | 438 070 |

## Belege
1. ↑  
Naturdenkmal. www.kreis-offenbach.de, abgerufen am 7. April 2020.

- Karte mit allen Koordinaten:
- OSM |
- WikiMap